# Olatz Ganboa
Olatz Ganboa Pilar (Guecho, Vizcaya, 2 de enero de 1985) es una actriz de cine, teatro y televisión española.
Ha trabajado en distintas producciones audiovisuales, películas y series, como Etxekoak (ETB1), Itsasoa (ETB1) o Ángela (Antena 3). También ha trabajado en múltiples producciones teatrales, entre ellas, ¡Ay Carmela! (2011), La casa de Bernarda Alba (2017), Simplicissimus (2018), Lyceum Club (2019), La lucha por la vida (2023) o Festen (2023), por la cual ganó el Premio Unión de Actores y Actrices Vascos en 2024.
En 2018 fue nominada a Mejor Intérprete Revelación en los Premios Ercilla, en 2020 fue nominada a Mejor Actriz de Teatro en los Premios Unión de Actores y Actrices Vascos y en 2024 fue candidata a Mejor Actriz en los Premios Max. En 2024 ganó el Premio a Mejor Actriz de Teatro en los Premios Unión de Actores y Actrices Vascos.

## Biografía
Olatz Ganboa nació en Algorta (Guecho) el 2 de enero de 1985. Se licenció en Periodismo por la Universidad del País Vasco (2003-2008). Después cursó la Diplomatura en Arte Dramático en la Escuela de teatro de Getxo (2007-2011). Allí coincidió con los actores Lander Otaola, Alvar Gordejuela y Alex Ygartua. Con este último representó Ay, Carmela durante varios años.
Después durante 7 años realizó numerosos cursos de interpretación, danza y canto, tanto en España como en Argentina (Buenos Aires). Comenzó siendo parte de la hACERIA y de Pabellón 6 en Bilbao.
En 2014 recibió el Premio a Mejor Actriz Principal en la Muestra de Teatro de Biescas (II Edición) por su interpretación de Carmela en la obra ¡Ay, Carmela!. En 2018 fue nominada al Premio Ercilla a mejor intérprete revelación por las obras Lyceum Club y La casa de Bernarda Alba. Durante los años 2018 y 2020 representó la obra Simplicissimus, dirigida por Patxo Tellería.
En el año 2019 ganaron el Premio Ercilla a la Mejor Producción Vasca 2019 por la obra ¡Ay, Carmela!. En el año 2020 fue nominada a Mejor Actriz de Teatro en los Premios Unión de Actores y Actrices Vascos (Premios Besarkada) por la obra ¡Ay, Carmela!.

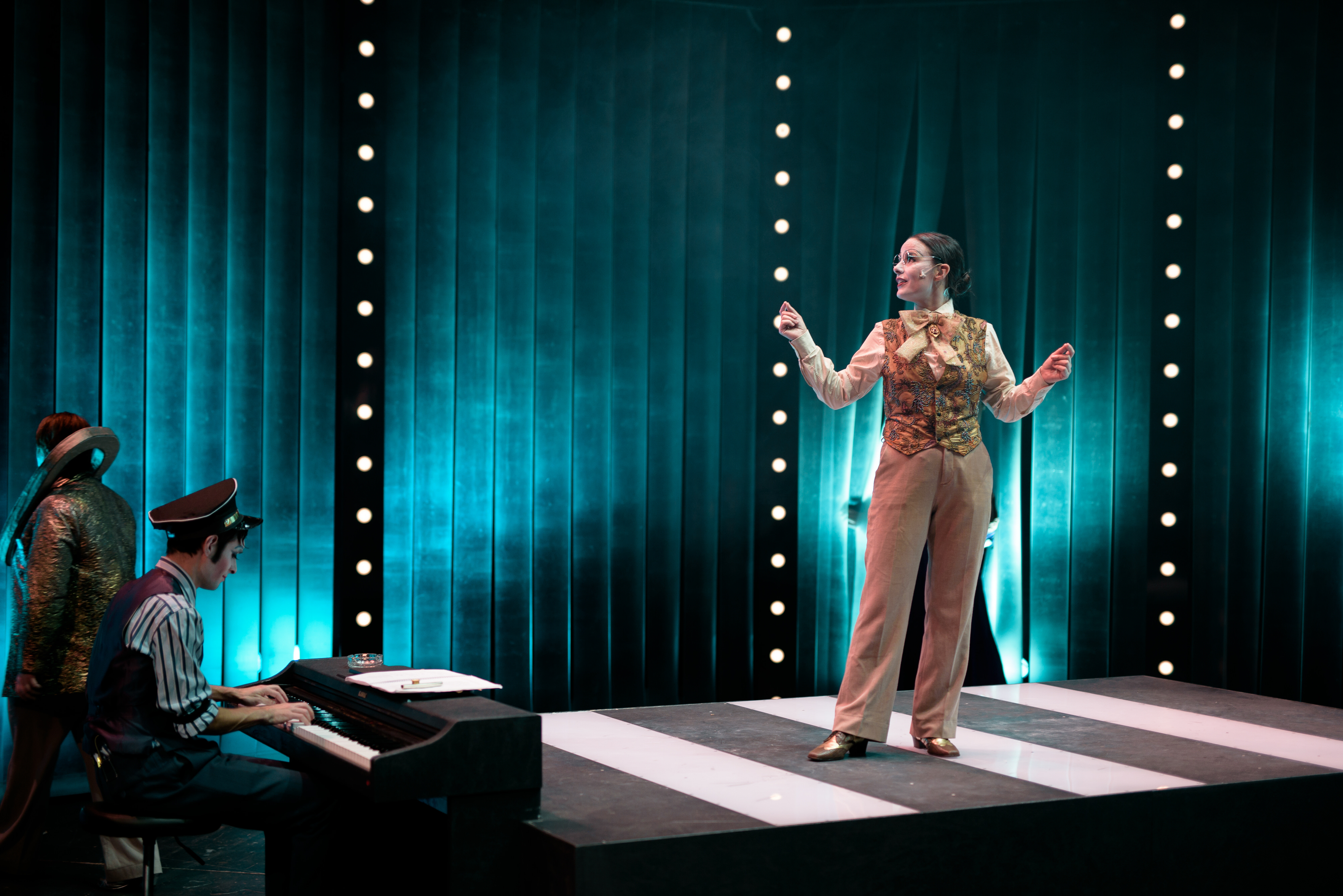
Ganboa en la obra Simplicissimus, dirigida por Patxo Telleria.

En el año 2021, fue una de las presentadoras de los Premios Max. En el año 2023 fue parte de la producción original del Teatro Arriaga La lucha por la vida, una obra basada en los trabajos de Pío Baroja y dirigida por Ramón Barea.
En 2023 representó la obra ¿Me dejas darle el biberón?, junto a su padre Jon Ander Gamboa, escrita por Patxo Tellería y codirigida por Patxo Tellería y Mikel Losada. La obra fue premiada con el Premio Álex Angulo de Teatro Breve (2023) conferido por Pabellón Nº 6 y el Ayuntamiento de Bilbao y también recibió el Premio del Público (2023).
En 2023 representó la obra Festen, una producción del Teatro Arriaga, dirigida por María Goiricelaya, sobre los abusos sexuales en el seno de la familia. En 2024 fue candidata a Mejor Actriz en los Premios Max por su papel en la obra Festen. Ese mismo año ganó el Premio a Mejor Actriz de Teatro en los Premios Unión de Actores y Actrices Vascos (EAB) por su interpretación en la obra Festen, que fue alabada y calificada de «impactante».
En 2024 Ganboa recibió el Premio a las Artes Escénicas por su trayectoria profesional, en la XIII Edición de los Premios AixeGetxo!, otorgado por el Ayuntamiento de Guecho.
En 2025 se unió al elenco de la obra ¿Quién nos disparó?, producción del Teatro Arriaga, dirigida por Ramón Barea, Premio Nacional de Teatro 2013, una obra sobre el desarraigo y el desengaño, basada en hechos reales, sobre una familia inmigrante de Rumanía.

## Vida privada
Actualmente vive en Bilbao. Mantiene una relación con el actor Mikel Losada. Juntos tienen una hija. En el año 2016 ella y Losada representaron Los amantes del Casco Viejo. También grabaron juntos la serie Etxekoak, en ETB1, en pleno confinamiento por la pandemia del COVID en 2020.
Es hija de Jon Ander Gamboa, abogado y directivo deportivo, Secretario General de la Federación Vasca de Fútbol (FVF-EFF) desde 1993 hasta 2014.

## Filmografía

### Cine
- 2017, Ziren, dir. Aitzol Saratxaga
- 2016, Embarazados, dir. Juana Macías
- 2013, Tres mentiras, dir. Ana Murugarren

### Televisión
- 2024, Ángela, Antena 3 (Rocío)
- 2023, Itsasoa, ETB1[50]
- 2020, Etxekoak, ETB1[51][52]
- 2018, Objetivo Bizkaia, Tele 7 (invitada/entrevistada)[53]
- 2010, Kerman, ETB1

### Teatro
- 2025, ¿Quién nos disparó?, dir. Ramón Barea[38][39][40][54]
- 2023, Festen, dir. María Goiricelaya.[55][56]
- 2023, ¿Me dejas darle el biberón?, dir. Patxo Tellería y Mikel Losada.[21][22]
- 2023, La lucha por la vida, dir. Ramón Barea[17][18][19][20]
- 2019, Lyceum Club, dir. María Goiricelaya[57]
- Simplicissimus (2018-2020)[12]
- La casa de Bernarda Alba (2017)[58][59][60]
- Sueño de una noche de verano (2016)
- Los amantes del Casco Viejo (2016)[61]
- Caperucita Feroz (2015)
- Chichinabo Cabaret (Musical) (2015)
- Cabaret Chihuahua (2015)
- ¡Ay Carmela! (2011)[62]
- La comedia sin título (2010)

### Publicidad
- Los Paulinos (2010)
- Modelo fotográfica BBK (2009)
- Modelo fotográfica Forum Sport (2005)

## Premios

### Premios Max
| Año  | Categoría    | Por    | Resultado | Referencias                 |
| ---- | ------------ | ------ | --------- | --------------------------- |
| 2024 | Mejor Actriz | Festen | Candidata | [ 28 ] [ 29 ] [ 30 ] [ 31 ] |

### Premios Ercilla
| Año  | Categoría                   | Obra(s)                                | Resultado | Referencias |
| ---- | --------------------------- | -------------------------------------- | --------- | ----------- |
| 2018 | Mejor Intérprete Revelación | Lyceum Club y La casa de Bernarda Alba | Nominada  |             |
| 2019 | Mejor Producción Vasca      | ¡Ay, Carmela!                          | Ganadores | [ 13 ]      |

### Premios Unión de Actores y Actrices Vascos
| Año  | Categoría              | Por           | Resultado | Referencias                      |
| ---- | ---------------------- | ------------- | --------- | -------------------------------- |
| 2020 | Mejor Actriz de Teatro | ¡Ay, Carmela! | Nominada  | [ 14 ]                           |
| 2024 | Mejor Actriz de Teatro | Festen        | Ganadora  | [ 32 ] [ 33 ] [ 34 ] [ 1 ] [ 2 ] |

### Premios de Teatro Breve
| Año  | Categoría          | Por                         | Resultado | Referencias          |
| ---- | ------------------ | --------------------------- | --------- | -------------------- |
| 2023 | Premio Álex Angulo | ¿Me dejas darle el biberón? | Ganadores | [ 23 ] [ 24 ] [ 25 ] |
| 2023 | Premio del Público | ¿Me dejas darle el biberón? | Ganadores |                      |

### Otros premios
- 2024, Premio a las Artes Escénicas, por la trayectoria profesional, en los Premios AixeGetxo! (XIII Edición)[36]
- 2014, Premio a Mejor Actriz Principal, por la obra ¡Ay, Carmela!, en la Muestra de Teatro de Biescas (II Edición)[7]